# South African Express
South African Express — колишня південноафриканська регіональна авіакомпанія зі штаб-квартирою в Кемптон-Парк (Екурхулені, Гаутенг, поблизу Йоганнесбурга, ПАР). Компанія є незалежним авіаперевізником, однак її маршрутна мережа перебуває в тісному взаємозв'язку з маршрутними мережами South African Airlink і національної авіакомпанії South African Airways. Припинила діяльність 28 квітня через розпочату процедуру банкрутства.
South African Express була заснована на початку 1994 року і початку операційну діяльність 24 квітня того ж року. Портом приписки авіакомпанії і її головним транзитним вузлом (хабом) є Міжнародний аеропорт імені О. Р. Тамбо в Йоганнесбурзі, ще одним концентратором перевізника виступає Міжнародний аеропорт Кейптаун.

## Маршрутна мережа

Карта маршрутної мережі авіакомпанії South African Express

У січні 2010 року авіакомпанія South African Express виконувала регулярні пасажирські рейси за такими пунктами призначення:
- Ботсвана
  - Габороне — Міжнародний аеропорт імені Серетсе Кхами
- Демократична Республіка Конго
  - Лубумбаші — Міжнародний аеропорт Лубумбаші
- Мозамбік
  - Мапуту — Міжнародний аеропорт Мапуту
- Намібія
  - Волфіш-Бей — Аеропорт Волфіш-Бей
  - Віндгук — Міжнародний аеропорт імені Хозеа Кутако
- Південна Африка
  - Блумфонтейн — Аеропорт Блумфонтейн
  - Кейптаун — Міжнародний аеропорт Кейптаун хаб
  - Дурбан — Міжнародний аеропорт імені короля Чакі
  - Іст-Лондон — Аеропорт Іст-Лондон
  - Джордж — Аеропорт Джордж
  - Хоедспруіт — Аеропорт Істгейт
  - Йоганнесбург — Міжнародний аеропорт імені О. Р. Тамбо хаб
  - Кімберлі — Аеропорт Кімберлі
  - Нельспрюйт — Міжнародний аеропорт імені Крюгера Мпумалангі
  - Порт-Елізабет — Аеропорт Порт-Елізабет
  - Річардс-Бей — Аеропорт Річардс-Бей

## Флот
Станом на 28 квітня 2009 року повітряний флот авіакомпанії South African Express становили такі літаки:
- 12 Bombardier CRJ 200ER
- 2 Bombardier CRJ 700 (which are leased from Horizon Air)
- 7 Bombardier Dash 8-Q300
- 2 Bombardier Dash 8-Q400